# Ганс Штрелов
Ганс Штрелов (нім. Hans Strelow; 26 березня 1922, Берлін — 22 травня 1942, Орловська область, РРФСР) — німецький пілот-ас, лейтенант люфтваффе. Кавалер Лицарського хреста Залізного хреста з дубовим листям.

## Біографія
В 1939 році вступив на службу в люфтваффе. На початку 1941 року підвищений до лейтенанта і зарахований в 5-ту ескадрилью 51-ї винищувальної ескадри «Мельдерс», воював на радянсько-німецькому фронті.
22 травня 1942 року атакував групу Пе-2 і збив один з них. Під час бою в його літака (Bf. 109G) був пошкоджений двигун. Штрелов здійснив вимушену посадку на території контрольованій радянськими військами. Під час спроби взяття в полон Штрелов застрелився в кабіні свого літака.
Всього за час бойових дій Штрелов здійснив понад 200 бойових вильотів і збив 68 радянських літаків.

## Нагороди
- Нагрудний знак пілота
- Залізний хрест
  - 2-го класу (5 липня 1941)
  - 1-го класу (14 вересня 1941)
- Почесний Кубок Люфтваффе (24 листопада 1941)
- Лицарський хрест Залізного хреста з дубовим листям
  - Лицарський хрест (18 березня 1942) — як лейтенант і командир 5-ї ескадрильї 51-ї винищувальної ескадри «Мельдерс».
  - Дубове листя (№ 84; 24 березня 1942) — як лейтенант і командир літака 5-ї ескадрильї 51-ї винищувальної ескадри «Мельдерс».
- Авіаційна планка винищувача
- Відзначений у Вермахтберіхт (18 червня 1942; посмертно)